# 共乐街道
共乐街道是中国黑龙江省哈尔滨市道里区下辖的一个街道，位于道里区中部，与抚顺街道相接，南部为京哈铁路，北部紧邻建国街道和新华街道，辖区面积2.34平方公里，共有人口6.3万人，是道里区最大的一个街道。。